# Djibril Diop Mambéty
Djibril Diop Mambéty (Dakar, 4 gennaio 1945 – Parigi, 23 luglio 1998) è stato un regista e attore senegalese.

## Biografia
Djibril Diop Mambéty nasce nel 1945 a Dakar, nel quartiere periferico di Colobane. Muore a Parigi nel 1998.
È considerato tra i più originali, visionari e sperimentali registi africani. È fratello del musicista Wasis Diop.
Mambéty ha iniziato la sua carriera artistica in Senegal, iniziando a studiare teatro e a lavorare successivamente come attore presso il Teatro Nazionale Daniel Sorano di Dakar, fino a quando venne espulso per motivi disciplinari. Nel 1969, all'età di 24 anni, senza aver ricevuto nessuna formazione presso una scuola di cinema ma da autodidatta, dirige e produce il suo primo cortometraggio, Contras' City (Città di contrasti). L'anno seguente Mambéty realizza un altro corto, Badou Boy, che vince il Tanit d'Argento al Festival Giornate cinematografiche di Cartagine nel 1970 in Tunisia.
Il suo primo lungometraggio, Touki Bouki, realizzato nel 1973, riceve il Premio Internazionale della Critica al Festival di Cannes e vince il premio speciale della giuria al Festival di Mosca, portando al regista senegalese una fama internazionale e numerosi consensi. Nonostante il successo del film, Mambéty realizza solamente una ventina di anni dopo il suo secondo lungometraggio, Hyènes, che, nel 1992, viene selezionato in concorso ufficiale a Cannes.
Durante questa pausa, il regista ha realizzato nel 1989 Parlons Grandmère, un documentario sulla realizzazione del film Yaaba del burkinabé Idrissa Ouédraogo.
Hyènes è un adattamento cinematografico tratto dall'opera letteraria La visita della vecchia signora, un dramma scritto nel 1956 dallo scrittore svizzero Friedrich Dürrenmatt, pubblicato in Italia da Einaudi, e fu concepito come un ideale prolungamento di Touki Bouki. Wasis Diop, il fratello musicista di Djibril Diop Mambéty, si occupò della colonna sonora del film.
Negli ultimi anni della sua vita, il regista ha lavorato ad una trilogia di cortometraggi, intitolata Contes des Petites Gens (Tales of the Little People). Riuscì a completare solo il primo, Le Franc (1994), mentre La Petite Vendeuse de Soleil fu quasi portato a termine ma interrotto dalla morte del regista, e venne distribuito postumo nel 1999.
Djibril Diop Mambety ha anche lavorato come attore in parti secondarie nei suoi film e in alcune pellicole italiane, come l'episodio dal titolo Che cosa non ho fatto della commedia erotica di Pietro Vivarelli Il Decamerone nero.

## Filmografia

### Regista
- Contras' City (cortometraggio) (1968)
- Badou Boy (mediometraggio) (1970)
- Touki Bouki (Il viaggio della iena) (1973)
- Parlons Grand-Mère (documentario) (1989)
- Hyènes (1992)
- Le Franc (mediometraggio) (1994)
- La Petite vendeuse du Soleil (mediometraggio) (1999, postumo)

### Attore
- Il Decamerone nero, di Piero Vivarelli (1972)

### Libri
- Barlet, Olivier, Les cinémas d'Afrique noire: le regard en question, Paris, 1996.
- Gariazzo, G., Poetiche del cinema africano, Torino, Lindau, 1998.
- Ledru, Julie, Djibril Diop Mambety: un autre cinéaste d'Afrique Noire, Université de Paris III, 1999.
- Niang, Sada, Djibril Diop Mambety: un cinéaste à contre-courant, L'Harmattan, 2002.
- Ukadike, Nwachuku Frank, Black African Cinema, Berkeley, 1994.
- Wynchank, Anny, Djibril Diop Mambety ou Le voyage du voyant, Éd. A3, 2003.

### Articoli e saggi
- Stadler, Eva Maria, "Francophonie et cinéma: L'Exemple de deux cinéastes senegalais," in Francographies: Bulletin de la Sociéte des Professeurs Francais et Francophones d'Amérique, Special Edition, 1993.
- Rayfienld, J.R., "Hyenas: The Message and the Messenger," in Research in African Literatures, Fall 1995, vol. 26, no. 3.
- Pfaff, Françoise, "New African Cinema," in Cineaste, Fall 1996 vol. 22, no. 4.
- Essar, Dennis, "Hyenas," in African Arts, Autumn 1996, vol. 29, no. 4.
- Porton, Richard, "Hyenas," in Cineaste, Spring 1997, vol. 23, no. 2.